# Kršna Glava
Kršna Glava (Servisch cyrillisch Кршна глава) is een plaats in de Servische gemeente Ub. De plaats telt 221 inwoners (2002).